# Hijlaard
Hijlaard (officieel, Fries: Hilaard, [hi’la:t]) is een dorp in de gemeente Leeuwarden, in de Nederlandse provincie Friesland. Hijlaard ligt 9 kilometer ten (zuid)westen van de stad Leeuwarden tussen de dorpen Boksum en Jorwerd net zuiden van de N359 en de Boksumerzool. Het dorp ligt aan de Hijlaardervaart.
In 2023 telde het dorp 310 inwoners. 
In het postcodegebied van Hijlaard ligt de buurtschap Hoptille en de terp en voormalige buurtschap Bekkum. Ten zuidoosten van Hijlaard ligt de boerderij Westerhûs (vroeger Westerwird genoemd en gelegen onder Jorwerd), waar sinds 2022 de kloostergemeenschap Nijkleaster is gevestigd.

## Geschiedenis
Hijlaard is oorspronkelijk ontstaan op een terp en had lang een open structuur, maar in de 19e en 20ste eeuw is het dorp verdicht.
In 1329 werd de plaats vermeld als Elawerth, in 1469 als Elaerd, in 1482 als Eylaart en in 1505 als Hylaerd. De plaatsnaam verwijst waarschijnlijk naar een bewoonde hoogte (werth) van de persoon Ele.
Hijlaard maakte deel uit van de gemeente Baarderadeel tot deze gemeente per 1 januari 1984 opging in de nieuwe gemeente Littenseradeel. Per 1 januari 2018 maken de "Hilaarder prommen" deel uit van de gemeente Leeuwarden. In 1991 werd de officiële naam gewijzigd in het Friestalige Hilaard.

## Kerken

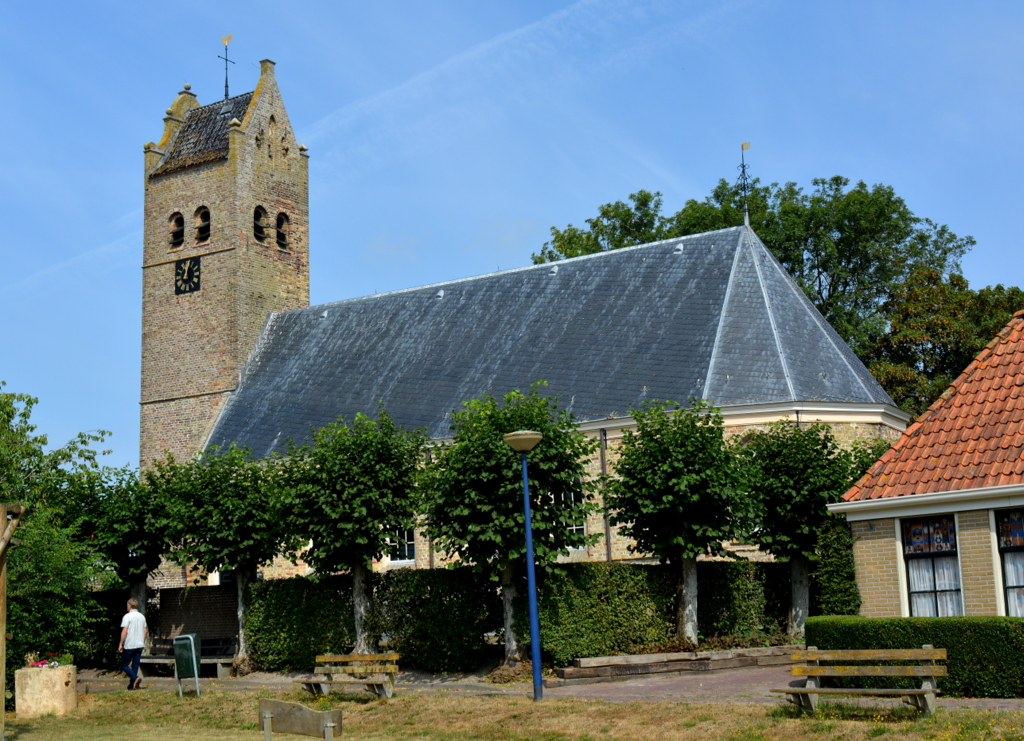
De Johannes de Doperkerk in 2018

De oudste kerk van het dorp is de Johannes de Doperkerk. De kerk kent een 13e-eeuwse toren waarbij opvalt dat er zowel een zadeldak als ook een klokgevel te zien is. De kerk zelf dateert uit de 15e of 16e eeuw. De gotische eenbeukige kerk was oorspronkelijk gewijd was aan Johannes de Doper.
In het voorportaal is er een oorlogsmonument voor 13 onderduikers die tijdens de Tweede Wereldoorlog in de kerktoren waren verborgen. Bij de kerk ligt verder een grafmonument uit 1656 voor Hobbe van Aylva en Frouck van Aylva.
De andere kerk is de Paulus van Thebe, dit was gereformeerde kerk uit 1888. Deze kerk heeft van 1984 tot 2000 geen dienst gedaan, maar in 2000 is de kerk in gebruik genomen door de Koptisch Orthodoxe Kerk.

## Sport
Het dorp heeft een kaatsvereniging, Mei in Oar Ien geheten, een ijsclub en enkele kleinere sportverenigingen.

## Cultuur
Sinds 1992 is er een dorpshuis De Twatine, op de plek waar vroeger een café zat. Het dorp heeft een dorpslied en een toneelvereniging Hilaardich. Jaarlijks vindt eind mei de Hy Night plaats.

## Onderwijs
Het dorp had een basisschool, De Reinbôge geheten. Toen de school in 2019 zijn deuren sloot, waren er nog maar 5 leerlingen.

## Bevolkingsontwikkeling
| 1999 | 2002 | 2003 | 2004 | 2009 | 2018 | 2019 | 2021 | 2023 |
| ---- | ---- | ---- | ---- | ---- | ---- | ---- | ---- | ---- |
| 302  | 317  | 319  | 323  | 321  | 295  | 305  | 295  | 310  |

## Geboren in Hijlaard
- Ane Nauta (1882–1946), architect
- Gerrit Feenstra (1890–1985), architect
- Johannes van der Veer (1869–1928), christen-anarchist
- Harmen Abma (1937–2009), beeldend kunstenaar
- Jabik Veenbaas (1959), filosoof, schrijver, vertaler
- Lolkje Hoekstra (1968), schrijver
- Pietje Jacobs (1743-1788), vrouw van Eise Eisinga[2]